# Unité urbaine de Montval-sur-Loir
L'unité urbaine de Montval-sur-Loir (anciennement unité urbaine de Château-du-Loir) est une unité urbaine française qui fait partie du département de la Sarthe et de la région Pays de la Loire.

## Données globales
En 2010, selon l'Insee, l'unité urbaine de Château-du-Loir était composée de deux communes, toutes les deux situées dans le département de la Sarthe, plus précisément dans l'arrondissement de la Flèche.
Dans le nouveau zonage réalisé en 2020, le périmètre de l'unité urbaine renommée est identique.
En 2022, avec 6 940 habitants, elle représente la 8e unité urbaine du département de la Sarthe.
En 2021, sa densité de population s'élève à 154 hab/km2. Par sa superficie, elle représente 0,74 % du territoire départemental et, par sa population, elle regroupe 1,24 % de la population du département de la Sarthe.

## Composition 2020 de l'unité urbaine
Elle est composée des deux communes suivantes :
| Nom                             | Code Insee | Département | Statut       | Superficie (km2) | Population (dernière pop. légale) | Densité (hab./km2) | Modifier                                    |
| ------------------------------- | ---------- | ----------- | ------------ | ---------------- | --------------------------------- | ------------------ | ------------------------------------------- |
| Montval-sur-Loir (ville-centre) | 72071      | Sarthe      | ville-centre | 26,99            | 5 707 (2022)                      | 211                | modifier les données · modifier les données |
| Luceau                          | 72173      | Sarthe      | banlieue     | 18,77            | 1 233 (2022)                      | 66                 | modifier les données · modifier les données |

## Évolution démographique
L'évolution démographique ci-dessous concerne l'unité urbaine selon le périmètre défini en 2020.
| 1968  | 1975  | 1982  | 1990  | 1999  | 2009  | 2014  | 2021  |
| ----- | ----- | ----- | ----- | ----- | ----- | ----- | ----- |
| 7 345 | 7 919 | 8 031 | 7 992 | 7 761 | 7 525 | 7 493 | 7 039 |

#### Données générales
- Unité urbaine en France
- Aire d'attraction d'une ville
- Liste des unités urbaines de France

#### Données démographiques en rapport avec l'unité urbaine de Montval-sur-Loir
- Aire d'attraction de Montval-sur-Loir
- Arrondissement de la Flèche

#### Données démographiques en rapport avec la Sarthe
- Démographie de la Sarthe